# ناصر ایرانی
ناصر ایرانی با نام کامل ناصر نظیف‌پور ایرانی (زادهٔ ۷ مرداد ۱۳۱۶ در تهران – درگذشتهٔ ۲ آبان ۱۳۹۷ در تهران) نویسنده، مترجم و نمایش‌نامه‌نویس در ایران بود.

## زندگی‌نامه
ناصر ایرانی در محله سنگلج تهران متولد شد. پدرش بنکدار بود. بنا به گفتهٔ خود او در آغاز ۱۴ سالگی در تابستان ۱۳۳۰ (خورشیدی) عضو سازمان جوانان حزب توده ایران شد و در آغاز ۱۸ سالگی در تابستان ۱۳۳۴ (خورشیدی) از آن سازمان کناره گرفت. انتقادهای او به حزب توده به سه دلیل بودند: این که اعضا طبق اصول حزب نمی‌زیستند، این که حزب از دکتر مصدق حمایت نمی‌کرد، و این که حزب، استالین را بت‌وار می‌پرستید. او دانشجوی مدیریت بازرگانی بود و در بانک بازرگانی نیز کارمند، اما به علت ناسازگاری این رشته و شغل با روحیاتش هردو را رها می‌کند. رئیس انتشارات سازمان حفاظت از محیطزیست و سردبیر مجله شکار و طبیعت نیز بود. آثارش عموماً سیاسی بودند و در دوران محمدرضا پهلوی ممنوع‌القلم شد و ۴ بار به زندان افتاد. در سال ۱۳۵۳ به انگلستان می‌رود و در کالج پرینستون ادبیات انگلیسی می‌خواند، اما تحصیل را برای مشاهده نزدیک انقلاب ایران باز هم رها می‌کند. ناصر ایرانی در دوران جنگ ایران و عراق به درخواست خودش برای نوشتن داستان و رمان به جبهه رفت. او با کانون پرورش فکری کودکان و نوجوانان و دفتر نشر فرهنگ اسلامی همکاری می‌کرد. در دهه ۷۰ هجری شمسی در نشریاتی مانند کیان و روزنامه جامعه مطلب می‌نویسد. پس از این دوره وارد یک انزوای طولانی تا زمان مرگش می‌شود.
ایرانی، کتاب خاطرات خود را در سال ۱۳۸۶ (خورشیدی) نوشت ولی تاکنون به آن اجازهٔ چاپ داده نشده‌است. علاوه بر این کتاب او هزاران صفحه آثار منتشر نشده دارد که شامل چندین رمان، نمایشنامه، و داستان کوتاه می‌شوند.
وی شب ۲ آبان ۱۳۹۷ (خورشیدی) در ۸۱ سالگی و پس تحمل مدت‌ها بیماری درگذشت. وی وصیت کرده بود که جنازه‌اش را برای پژوهش علمی به دانشگاه تهران بدهند.

## آثار
از پرآوازه‌ترین نمایشنامه‌های او می‌توان به ما را مس کنید و سه نمایش‌نامهٔ کسالت‌بار، قتل، در پایان، و حُفره اشاره کرد.

### نمایشنامه‌ها
بین سال‌های ۱۳۴۸ (خورشیدی) تا ۱۳۵۶ (خورشیدی) ناصر ایرانی ۱۰ نمایشنامه نوشته‌است که برخی از آنها در زیر آمده‌اند:
- قتل
- در پایان نمایشنامه در سه پرده
- حفره
- ما را مس کنید (شامل دو نمایشنامهٔ «ما را مس کنید» و «ماه عسل»)
- سه نمایشنامهٔ کسالت‌آور (شامل سه نمایشنامهٔ گناه کبیرهٔ انسی، آن روز گرم دراز، صحنه تاریک می‌شود)
- مرده‌ها را اگر چال نکنید
- زشت‌ترین نمایش روی زمین

### کتاب‌ها
- اعترافات گرگ تنها[۵] زندگی‌نامه (۱۳۸۶)
- سختون[۱۰] کانون پرورش فکری کودکان و نوجوانان (۱۳۵۸)
- نورآباد، دهکدهٔ من[۱۱] دفتر نشر فرهنگ اسلامی (۱۳۶۷)
- عروج[۱۲] کانون پرورش فکری کودکان و نوجوانان (۱۳۶۳)
- فیل در خانهٔ تاریک[۱۳] کانون پرورش فکری کودکان و نوجوانان (۱۳۶۶)
- آخرین لولو[۱۴] برگردان-دفتر نشر فرهنگ اسلامی (۱۳۷۰)
- آیا در سیاره‌های دیگر حیات وجود دارد؟[۱۵] ویراستار-دفتر نشر فرهنگ اسلامی (۱۳۷۲)
- آیا ستاره‌های دنباله‌دار دایناسورها را کشته‌اند؟[۱۶] ویراستار-دفتر نشر فرهنگ اسلامی (۱۳۷۲)
- آشغالدانی فضایی[۱۷] ویراستار-دفتر نشر فرهنگ اسلامی (۱۳۷۳)
- آهنرباها: ۸ آزمایش علمی[۱۸] برگردان-دفتر نشر فرهنگ اسلامی (۱۳۷۶)
- آخرین دودو[۱۹] برگردان-دفتر نشر فرهنگ اسلامی (۱۳۷۷)
- پاداش کلوخ‌انداز[۲۰] با نام دیگر: گزارش ایرانی چهل و چهار قصه ایرانی برای قصه دوستان نه تا نود ساله - نشر معین (۱۳۹۴)
- داستان، تعاریف، ابزار و عناصر (دربارهٔ نقد، فنون و شیوه‌های داستان و رمان‌نویسی)[۵]
- زنده‌باد مرگ (سید علی خامنه‌ای خواندن این کتاب را در دوران ریاست‌جمهوری خود توصیه کرده بود)[۵]
- هنر رمان (دربارهٔ نقد، فنون و شیوه‌های داستان و رمان‌نویسی)[۵]
- ماهی زنده در تابه، بهار می‌آید، مردی که دمرو می‌خوابید، قانون شب
- قصهٔ کوتاه مصور برای عبرت کودکان بیشتر و کمتر از پنجاه